# 13774 Spurný
13774 Spurný eller 1998 TW30 är en asteroid i huvudbältet som upptäcktes den 10 oktober 1998 av LONEOS vid Anderson Mesa Station. Den är uppkallad efter astronomen Pavel Spurný.
Asteroiden har en diameter på ungefär 6 kilometer.